# Te Werve (Kerkwerve)
Te Werve of De Werve was een kasteel in het Nederlandse dorp Kerkwerve, provincie Zeeland. Van het kasteel zijn geen zichtbare restanten in het landschap bewaard gebleven.

## Geschiedenis
Kerkwerve was een ambacht en waarschijnlijk is het kasteel Te Werve in de 14e eeuw dan ook door een van de ambachtsheren gebouwd. Mogelijk was er sprake van een oudere voorganger van het kasteel, gelegen op een vliedberg even ten zuiden van Te Werve.
In 1344 werd Te Werve bewoond door Jan van den Steijne, de schout van Kerkwerve, Duivendijke en Nieuwerkerke.
In 1405 werd Floris VI van Haamstede beleend met de heerlijkheden Kerkwerve en Kouwerve. De families Van Haamstede en Van de Werve raakten in 1445 met elkaar verbonden door een huwelijk met Paulina Van de Werve, die afkomstig zou zijn van het kasteel Te Werve. Overigens is niet altijd duidelijk in hoeverre er daadwerkelijk een verband is tussen Kerkwerve en de verschillende adellijke personen die zich Van de Werve noemden: er waren in Zeeland immers meerdere werven, dus deze naam was niet uitzonderlijk.
Eind 16e eeuw was de heerlijkheid in bezit van Adriana van Kerkwerve. Zij liet kasteel en heerlijkheid na aan haar zoon Jan, die echter in 1604 overleed waarna zijn zus Adriana de ambachtsvrouw van Kerkwerve werd. Omdat zij eerst met N. de Nobelaer en daarna met Jan van der Wiele was getrouwd, raakte de heerlijkheid na haar overlijden verdeeld over beide families.
Te Werve wordt voor het laatst vermeld in 1696. Omdat de Tegenwoordige Staat van Zeeland in 1753 schrijft dat Te Werve op dat moment niet meer bestaat, moet het kasteeltje ergens tussen deze twee jaartallen in zijn afgebroken.
Na de Watersnoodramp van 1953 is het gebied door ruilverkaveling veranderd. Oorspronkelijk maakte de weg een kromming om de kasteellocatie heen, maar dit is sindsdien niet meer het geval. Het kasteelterrein heeft een agrarische bestemming.

## Beschrijving
Het kasteel is gebouwd op een kunstmatige verhoging, die is ontstaan door eerst de gracht uit te graven. Op de heuvel stond een rechthoekige donjon waar later nog enkele aanbouwsels aan zijn toegevoegd.

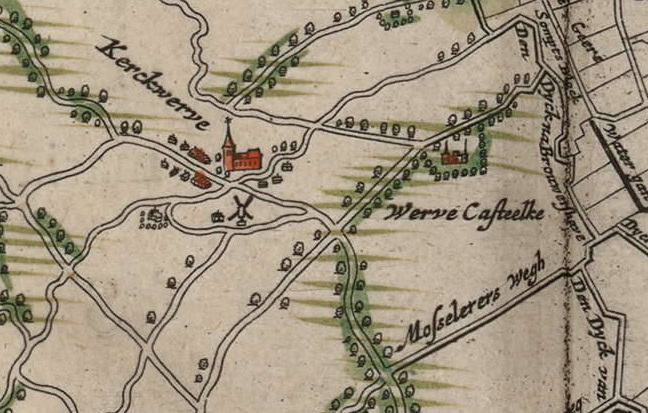
Kerkwerve en (rechts) het 'Werve Casteelke' (kaart uit 1645-1664)

De huidige boerderij De Werve is na de Watersnoodramp van 1953 gebouwd en kreeg haar naam ter herinnering aan het voormalige kasteel.
Aldegonde · Kasteel van Axel · Baarland · Baarsdorp · Barbestein · Biervliet · Bieweg · Blodenburg · Huis der Boede · Brijdorpe · Bruëlis · 't Burchtje · Burggravensteen · Buttinge · Coxijde · Crayenstein · Duinbeek · Duivelsberg · Ellewoutsdijk · Filippenburg · Geersdijk · Gistellis · Gravenhof · Slot Haamstede · Kasteel Hellenburg · Herkestein · Heuvelsweg · Hoge Huis · Ter Hooge · Hoogkamer · Kats · Kind van Trente · Kleverskerke · Kortgene · Kreke · Kruiningen · Laterdale · Lodijke · Maalstede (Hulst) · Maalstede (Kapelle) · Magdalon · Hof Ter Moere · Moermond · Te Mortiere · Muiden · Hof ter Nisse (Nisse) · Hof ter Nisse (Ossenisse) · Oostende · Oostende (Goes) · Oosterstein · Poelvoorde · Poortvliet · Popkensburg · De Pottere · Poucques · Pronkenburg · Ravenstein · Saeftingher Slot · Kasteel van Sint-Maartensdijk · Schengen · Sluis · Smallegange · Stavenisse · Tolhuis van Iersekeroord · Huus ter Tolne · Torenberg · Torenhoeve · Toren van Bourgondië · Troye · Valkenisse · Vinninghen · Vlissingen · Voorhoute · Waarde · Watervliet · Weldamme · Welland · Huis te Werf · Te Werve · Westenschouwen · Westhove · Westkerke · Windenburg · Zandenburg · Zwanenburg